# Erinnerungsmedaille an den Feldzug 1866 (Oldenburg)
Die Erinnerungsmedaille an den Feldzug 1866 wurde am 22. September 1866 von Großherzog Nikolaus Friedrich Peter von Oldenburg gestiftet, „um jeden Einzelnen Meines Truppencorps, welches während seiner Teilnahme an den nunmehr beendeten ruhmreichen Feldzuge sowohl durch sein braves Benehmen gegen den Feind wie durch die unter allen Umständen bewiesene gute Führung dem Oldenburger Namen von Neuem Ehre und Achtung erworben, ein bleibendes Erinnerungszeichen Meiner besonderen Zufriedenheit und Achtung zu geben...“.
Die bronzene Medaille zur Erinnerung an den Deutschen Krieg zeigt auf der Vorderseite das Abbild des Stifters. Umlaufend die Inschrift NICOL. FRIEDR. PETER GROSSHERZOG V. OLDENBURG. Rückseitig von einem Lorbeerkranz umschlossen die Jahreszahl 1866.
Das Ordensband ist ponceaurot mit zwei dunkelblauen Seiten- und zwei gelben Randstreifen.